# Processidae
Processidae är en familj av kräftdjur som beskrevs av Ortmann 1890. Enligt Catalogue of Life ingår Processidae i överfamiljen Processoidea, ordningen tiofotade kräftdjur, klassen storkräftor, fylumet leddjur och riket djur, men enligt Dyntaxa är tillhörigheten istället ordningen tiofotade kräftdjur, klassen storkräftor, fylumet leddjur och riket djur. Enligt Catalogue of Life omfattar familjen Processidae 22 arter. 
Processidae är enda familjen i överfamiljen Processoidea.
Kladogram enligt Catalogue of Life och Dyntaxa:
| Processidae | \| \| Ambidexter \| \| \| \| \| \| Nikoides \| \| \| \| \| \| Processa \| \| \| \| |
|             | \| \| Ambidexter \| \| \| \| \| \| Nikoides \| \| \| \| \| \| Processa \| \| \| \| |
|             | Ambidexter                                                                         |
|             |                                                                                    |
|             | Nikoides                                                                           |
|             |                                                                                    |
|             | Processa                                                                           |
|             |                                                                                    |